# Luca Tarigo
Luca Tarigo (Genova, ... – ...; fl. XIV secolo) è stato un navigatore italiano nato a Genova nella seconda metà del XIV secolo.
Poco si conosce della sua vita. Nel 1347 partendo dalla sua base di Caffa sul Mar Nero, attraverso il Mar d'Azov risalì il corso del fiume Don a bordo di un'imbarcazione a remi detta fusta. Successivamente, via terra, la spedizione raggiunse il fiume Volga di cui ridiscese il corso, alternando commercio e pirateria, fino a raggiungere il Mar Caspio. Assalito a sua volta da predoni, Tarigo rientrò fortunosamente a Caffa, rendendo così noti i risultati delle proprie esplorazioni.
Il suo nome è stato dato ad un cacciatorpediniere della Regia Marina italiana che operò durante la seconda guerra mondiale.